# Xabier Zandio
Xabier Zandio Echaide (Pamplona, Navarra, 17 de marzo de 1977) es un ciclista español.
Debutó como profesional con el equipo iBanesto.com en 2001. En 2011 fichó por el Sky, equipo en el que estuvo hasta su retirada.
El 28 de septiembre de 2016 anunció su retirada del ciclismo tras dieciséis temporadas como profesional y con 39 años de edad. A pesar de ello, siguió en el equipo Sky como director deportivo.

## Palmarés
2005
- Clásica de los Puertos

2008
- Vuelta a Burgos

## Resultados en Grandes Vueltas
Durante su carrera deportiva consiguió los siguientes puestos en las Grandes Vueltas:
| Carrera | Carrera         | 2001 | 2002 | 2003 | 2004 | 2005 | 2006 | 2007 | 2008 | 2009  | 2010 | 2011 | 2012 | 2013 | 2014 | 2015 | 2016 |
| ------- | --------------- | ---- | ---- | ---- | ---- | ---- | ---- | ---- | ---- | ----- | ---- | ---- | ---- | ---- | ---- | ---- | ---- |
|         | Giro de Italia  | —    | —    | —    | —    | —    | —    | —    | —    | —     | 62.º | —    | —    | 82.º | —    | —    | —    |
|         | Tour de Francia | —    | —    | 51.º | 97.º | 22.º | 32.º | Ab.  | —    | —     | —    | 48.º | —    | —    | Ab.  | —    | —    |
|         | Vuelta a España | —    | —    | —    | —    | —    | 22.º | Ab.  | 50.º | 112.º | —    | 69.º | Ab.  | 55.º | —    | —    | —    |

—: No participa

Ab.: Abandono

## Equipos
- iBanesto.com/Illes Balears/Caisse d'Epargne (2001-2010)
  - iBanesto.com (2001-2003)
  - Illes Balears-Banesto (2004)
  - Illes Balears-Caisse d'Epargne (2005)
  - Caisse d'Epargne-Illes Balears (2006)
  - Caisse d'Epargne (2007-2010)
- Sky (2011-2016)
  - Sky Procycling (2011-2013)
  - Team Sky (2014-2016)